# 3657 Ermolova
3657 Ermolova (1978 ST6) là một tiểu hành tinh vành đai chính được phát hiện ngày 16 tháng 9 năm 1978 bởi Zhuravleva, L. ở Nauchnyj.